# Carlton (Leicestershire)
Pour les articles homonymes, voir Carlton.
Carlton est une paroisse civile et un village du Leicestershire, en Angleterre.